# 隧道磁阻

磁性隧道结示意图

隧道磁阻（英語：TMR, Tunnel Magnetoresistance），又稱穿隧磁阻，是发生在磁隧道结（MTJ, Magnetic Tunnel Junction）中的磁阻效应，由一个薄绝缘体及被其隔开的两个铁磁体组成的组件。绝缘层足够薄（通常为几纳米）的情况下，电子可以从一个铁磁体隧穿过去另一边。由于这个过程在古典物理学中不可能实现的，所以隧道磁阻是一种严格的量子力学现象。
磁性隧道结通过薄膜技术进行制造。工业规模上的薄膜沉积通过磁控溅射沉积完成；实验室规模通过分子束外延、脉冲激光沉积以及电子束物理气相沉积制备。隧道的结通过光刻法制备。

## 现象学的描述
铁磁薄膜的两个磁化方向可以通过外部磁场单独切换。相对于反平行方向，如果磁化方向平行，电子更可能隧穿过绝缘膜。因此，这种结可以在两种电阻状态之间切换，一种具有低电阻，而另一种具有非常高的电阻。

## 历史
1975年，法国雷恩大学的Michel Jullière通过Fe /锗-氧/钴结在4.2 K时最初发现。阻值的相对变化在14％左右，并没有引起重视。 1991 年日本东北大学的宮崎照宣發現室溫下阻值變化為2.7%。後來在1994年，宮崎照宣在由无定形氧化铝绝缘体隔开的铁中测得18%的相对阻值变化，而Jagadeesh Moodera在CoFe和Co电极结中测得11.8%。 當時觀察到的最高相對變化是鋁氧化物絕緣體在室溫下測得的70%。
自 2000 年以来，结晶氧化镁（MgO）的隧道勢壘一直在開發之中。 2001年Butler和Mathon獨立做出理論預測，以铁为铁磁体，并以MgO为绝缘体，隧道磁阻可达百分之几千。  同年，Bowen 等人首次報告基於MgO的磁性隧道結 [Fe/MgO/FeCo(001)]中表現出顯著的TMR現象。  2004 年，Parkin和湯浅新治制造出室温下超过200%TMR的 Fe/MgO/Fe结。  2008年，日本東北大學的S. Ikeda, H. Ohno小組在CoFeB/MgO/CoFeB結中觀察到室溫下高達 604% 效果以及 4.2 K 下超過 1100% 的效果。 

## 应用
现代硬盘驱动器的读取头原理基于磁隧道结。TMR，或者说磁隧道结，也是新型的非挥发性存储器MRAM的前身。第一代的技术通过在每个位点上创建交叉磁场并在其上写入数据，但是这种方法的缩放只能限制在90-130 nm左右。 目前正在开发两种第二代技术：热辅助开关(TAS) 和自旋转移扭矩。磁性隧道结也用于传感应用。例如，TMR 传感器可以测量现代高精度风向标的角度。

## 物理解释

磁化平行和反平行排列的两个电流模型

相对电阻变化或效应幅度定义为
{\displaystyle \mathrm {TMR} :={\frac {R_{\mathrm {ap} }-R_{\mathrm {p} }}{R_{\mathrm {p} }}}}
其中{\displaystyle R_{\mathrm {ap} }}是反平行状态下的电阻，而{\displaystyle R_{\mathrm {p} }}是平行状态下的电阻。
Jullière 用铁磁电极自旋极化解释了 TMR 效应。自旋极化P由自旋相关的状态密度(DOS) {\displaystyle {\mathcal {D}}}在费米能量中计算得到：
{\displaystyle P={\frac {{\mathcal {D}}_{\uparrow }(E_{\mathrm {F} })-{\mathcal {D}}_{\downarrow }(E_{\mathrm {F} })}{{\mathcal {D}}_{\uparrow }(E_{\mathrm {F} })+{\mathcal {D}}_{\downarrow }(E_{\mathrm {F} })}}}
自旋向上的电子是那些自旋方向平行于外部磁场的电子，而自旋向下的电子则是与外部磁场反平行排列的电子。现在由两个铁磁体 P 1和P 2的自旋极化给出相对电阻变化：
{\displaystyle \mathrm {TMR} ={\frac {2P_{1}P_{2}}{1-P_{1}P_{2}}}}
如果没有施加电压到结上，电子会以相等的速率在两个方向上隧穿。在偏置电压U 下，电子会优先隧穿到正极。假设在隧穿过程中自旋守恒，电流可以用双电流模型来描述。取决于结的磁性状态，总电流分为两个部分电流，一个用于自旋向上电子，另一个用于自旋向下电子。
定义有两种可能的反平行状态。首先可以使用具有不同矫顽力的铁磁体（通过使用不同的材料或不同的薄膜厚度）。其次，一个铁磁体可以与反铁磁体耦合（交换偏置）。在这种情况下，未耦合电极的磁化保持“自由”。
如果 P 1和P 2等于 1，即如果兩個電極都具有 100% 自旋極化，則 TMR 變為無限大。在這種情況下，磁性隧道結變成了一個開關，在低電阻和無限電阻之間進行磁性切換。擁有這種能力的材料稱為鐵磁半金屬。它們傳導電子的能力是完全自旋極化的。理論預測有許多材料具有此屬性（例如CrO 2 ，以及各种Heusler合金），但实验确认其属性一直受到争论。然而，如果只考虑那些进入传输的电子，Bowen 等人测得La0.7Sr0.3MnO3和SrTiO3之间的界面处高达 99.6%，自旋极化实际上相当于证明了该特性。
TMR 隨著溫度升高和偏置電壓升高而降低。兩者原則上都可以通過磁振子相互作用來理解，以及由於氧空位引起的局部狀態的隧穿（參見下文的對稱濾波部分）。 

## 隧道屏障中的对称滤波
在引入外延氧化镁（MgO）之前，非晶氧化鋁被用作MTJ的隧道勢壘，室溫TMR一般在百分之幾十的範圍內。 MgO屏障將 TMR 提高到數百個百分點。這種大幅增加反映了電極和勢壘電子結構的協同組合，這反過來又反映了結構有序結的實現。實際上，MgO過濾了具有特定對稱性的電子的隧道傳輸，這些電子在流經体心立方鐵基電極的電流內完全自旋極化。因此，在MTJ的電極磁化平行 (P) 狀態下，這種對稱的電子可以支配結電流。相反，在MTJ的反平行 (AP) 狀態下，該通道被阻塞，因此具有下一個最有利於傳輸的對稱性的電子主導結電流。由於這些電子相對於更大的勢壘高度隧穿，這導致相當大的TMR。
除了跨过基于MgO的MTJ 的这些大的 TMR 值之外， 勢壘電子結構對隧穿自旋電子學的影響，已經通過設計出具有特定對稱性的電子的結來間接證實。這首先是通過檢查具有全自旋 (P=+1  ) 和对称极化隧道的镧锶锰酸盐半金属电极的电子如何穿过电偏置的 SrTiO 3隧道势垒来实现的。 后来也证明了在样品生长期间在结界面处插入适当的金属间隔物的更简单的实验发现  。
虽然在 2001 年首次提出的理论 預測與 MTJ 的 P 狀態中的 4eV 勢壘高度和 MTJ 的 AP 狀態中的 12eV 相關的大 TMR 值，但實驗表明勢壘高度低至0.4eV。 如果考虑到 MgO 隧道势垒中氧空位的局部状态，这一矛盾就会得到解决。跨越 MgO MTJ 的广泛的固态隧穿光谱实验在 2014 年揭示了電子在地面上的保留和氧空位的激發態，這取決於溫度，決定了給定對稱性電子的隧穿勢壘高度，以及從而製作出有效的 TMR 比率及其溫度依賴性。這種低勢壘高度進而能夠實現自旋轉移矩所需的高電流密度，這將在下文進行討論。

## 磁隧道结 (MTJ) 中的自旋转移矩
自旋转移矩的影響已在 MTJ 中得到廣泛研究和應用，其中有一個隧道勢壘夾在一組兩個鐵磁電極之間，因此右電極有（自由）磁化，同時假設左電極（具有固定磁化）充當自旋偏振器。然後可以將其固定到磁阻随机存取存储器设备中的某些选择晶体管，或连接到硬盘驱动器应用中的前置放大器。
線性響應的電壓驅動的自旋轉移轉矩矢量可以從轉矩算子的期望值計算得到：
{\displaystyle \mathbf {T} =\mathrm {Tr} [{\hat {\mathbf {T} }}{\hat {\rho }}_{\mathrm {neq} }]}
其中{\displaystyle {\hat {\rho }}_{\mathrm {neq} }}是稳态输运的规范不变非平衡密度矩阵，在零温度极限下，以及在线性响应状态下， 扭矩算子{\displaystyle {\hat {\mathbf {T} }}}从自旋算子的时间导数可以得到：
{\displaystyle {\hat {\mathbf {T} }}={\frac {d{\hat {\mathbf {S} }}}{dt}}=-{\frac {i}{\hbar }}\left[{\frac {\hbar }{2}}{\boldsymbol {\sigma }},{\hat {H}}\right]}
使用一维紧束缚哈密顿量的一般形式：
{\displaystyle {\hat {H}}={\hat {H}}_{0}-\Delta ({\boldsymbol {\sigma }}\cdot \mathbf {m} )/2}
其中總磁化強度（作為宏自旋）沿著單位矢量{\displaystyle \mathbf {m} }和涉及任意经典向量的泡利矩阵性质{\displaystyle \mathbf {p} ,\mathbf {q} }, 由
{\displaystyle ({\boldsymbol {\sigma }}\cdot \mathbf {p} )({\boldsymbol {\sigma }}\cdot \mathbf {q} )=\mathbf {p} \cdot \mathbf {q} +i(\mathbf {p} \times \mathbf {q} )\cdot {\boldsymbol {\sigma }}}
{\displaystyle ({\boldsymbol {\sigma }}\cdot \mathbf {p} ){\boldsymbol {\sigma }}=\mathbf {p} +i{\boldsymbol {\sigma }}\times \mathbf {p} }
{\displaystyle {\boldsymbol {\sigma }}({\boldsymbol {\sigma }}\cdot \mathbf {q} )=\mathbf {q} +i\mathbf {q} \times {\boldsymbol {\sigma }}}
可以获得一个解析表达式{\displaystyle {\hat {\mathbf {T} }}} （可以使用緊湊形式表示{\displaystyle \Delta ,\mathbf {m} } ，以及泡利自旋矩陣的向量{\displaystyle {\boldsymbol {\sigma }}=(\sigma _{x},\sigma _{y},\sigma _{z})} )。
一般 MTJ 中的自旋轉移力矩矢量有兩個分量：平行分量和垂直分量：
一个平行分量： {\displaystyle T_{\parallel }={\sqrt {T_{x}^{2}+T_{z}^{2}}}}
和一个垂直分量： {\displaystyle T_{\perp }=T_{y}}
在對稱 MTJ（由具有相同幾何形狀和交換分裂的電極製成）中，自旋轉移矩矢量只有一個有效分量，因為垂直分量消失了：
{\displaystyle T_{\perp }\equiv 0} . 
因此，只有{\displaystyle T_{\parallel }}对比{\displaystyle \theta }需要在正確電極的位置繪製以表徵對稱 MTJ 中的隧道效應，使其可以用於工業規模的生產和表徵。
注意：在這些計算中，有源區域（需要計算延遲格林函數）應由隧道勢壘 + 有限厚度的右側鐵磁層組成（如在實際設備中）。活性區域連接到左鐵磁電極（建模為具有非零塞曼分裂的半無限緊束縛鏈）和右 N 電極（沒有任何塞曼分裂的半無限緊束縛鏈），由相應的自能項。

## 理论与实验的差异
已经可以预测理論隧道的磁阻比。然而，已觀察到的最大僅為 604%。 一种猜想是晶界可能會影響 MgO 勢壘的絕緣性能。然而，掩埋堆疊結構中的薄膜結構很難確定。晶界可以充當通過材料的短路傳導路徑，從而降低器件的電阻。最近，使用新的掃描透射電子顯微鏡技術，FeCoB/MgO/FeCoB MTJ 內的晶界已被原子分辨。這允許對真實薄膜中存在的結構單元進行第一原理密度泛函理论计算。這樣的計算表明，帶隙可以減少多達 45%。 
除了晶界之外，硼間隙和氧空位等點缺陷都可能會顯著改變隧道磁阻。最近的理論計算表明，硼間隙會在帶隙中引入缺陷態，可能會進一步降低 TMR 這些理論計算也得到了實驗證據的支持，實驗證據顯示了兩個不同系統之間 MgO 層中硼的性質以及如何TMR 是不同的。 

## 相关
- 量子隧道
- 磁阻
- 巨磁阻(GMR)
- 自旋转移力矩